# Tanja Mršnjak Petrej
Tanja Petrej, rojena 1973, je svojo glasbeno pot začela v Velenju pri prof. Dokuzov Stojanu ter nadaljevala študij na Akademiji za glasbo pri prof. Božu Rogelji in ga zaključila z odliko. V času šolanja se je udeležila kar nekaj solističnih tekmovanj in se vračala z  zlatimi  priznanji in prvimi  nagradami.Že pri 12 letih je imela svoj prvi celovečerni solistični koncert na Ohridu. Še kot študentka se je zaposlila in postala redna članica Slovenske Filharmonije. Kot solistka je nastopala z orkestrom Akademije za glasbo, z orkestrom RTV Slovenija in z nekaterimi drugimi mladinskimi orkestri po Sloveniji, kot članica različnih komornih skupin pa se je predstavila tako doma, kot v tujini.
V  sezoni 1990 / 1991 in 1991 / 1992 je bila kot tretja slovenska glasbenica članica JEUNESSES MUSICALES WORLD ORCHESTRA ( svetovni orkester glasbene mladine) pod vodstvom svetovno znanega dirigenta Zubina Mehta.
Danes deluje na glasbeni šoli Fran Korun Koželjski v Velenju, kot profesorica oboe. 
Aprila 2009 je na mednarodnem tekmovanju oboistov v Krškem, prejela oceno ODLIČNO in 1. nagrado strokovne, mednarodne komisije.